# Лигурский язык (современный)
Лигу́рский язык (лигурийское наречие; лиг. ligure) — один из галло-итальянских языков, распространённый на северо-западе Италии в области Лигурия. На нём разговаривают менее 1 миллиона человек.

## Лингвогеография / Современное положение

### Ареал и численность
Вне Италии на лигурском говорит часть населения г. Ниццы и её окрестностей (Франция). Генуэзский говор лигурского диалекта сохраняется в городе Бонифачо на острове Корсика. На лигурском говорят в коммунах Карлофорте на острове Сан-Пьетро и Калазетта на острове Сан-Антиокко, расположенных у берегов Сардинии. Говор Карлофорте носит название tabarchino (табаркинский), поскольку носители его переселились на Сан-Пьетро с острова Табарка у побережья Туниса, куда они в раннем средневековье переселились из Лигурии.

### Диалекты

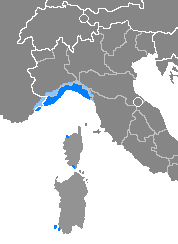
Лигурский язык (современный)

Разделяется с запада на восток на интемельский, западнолигурский, генуэзский и говор Чинкве-Терре.
Интемельский подразделяется на прибрежный интемельский, альпийский интемельский и альпийский говор долины Роя и соседних долин, или roiasco (рояско), отличающийся архаичностью структуры. К интемельскому относится и монегаскский в Монако.
Как переходный между интемельским лигурским и окситанским языком рассматривается говор Ментоны на территории Франции.
Генуэзский исторически является одним из говоров западнолигурской группы, распространившимся вследствие влияния Генуи, столицы Лигурии, далеко за пределы города, что дает основания выделять в Лигурии койне генуэзского типа.
Южная зона распространения диалектов лигурского типа охватывает северную часть тосканской провинции Масса-Каррара. На севере располагается переходная зона, диалект которой сочетает характеристики пьемонтского и лигурского типа.

## Лингвистическая характеристика
В лигурском наименее выражены характерные галло-итальянские черты.
Для лигурского характерно выпадение интервокальных /l/ и /r/: генуэз. aa (крыло) < ALA, maiu (муж) < MARITU.

## Лигурская Википедия
Существует раздел Википедии на лигурском языке («Лигурская Википедия»), первая правка в нём была сделана в 2006 году. По состоянию на 13:02 (UTC) 20 марта 2025 года раздел содержит 11 379 статей (общее число страниц — 27 838); в нём зарегистрировано 17 823 участника, 7 из них имеют статус администратора; 33 участника совершили какие-либо действия за последние 30 дней; общее число правок за время существования раздела составляет 256 140.